# Palais archiépiscopal de Lyon
Le palais archiépiscopal de Lyon, ou palais Saint-Jean, est un édifice d'origine médiévale situé dans le 5e arrondissement de Lyon. Demeure des évêques et archevêques de Lyon durant de longs siècles, il a connu de multiples aménagements. Confisqué sous la Révolution, il a servi à partir de 1974 pour entreposer les archives municipales de Lyon.
Ce monument situé à proximité de la primatiale Saint-Jean fait l’objet d’une inscription au titre des monuments historiques depuis le 17 avril 1952.

## Histoire

### Moyen Âge
Le premier palais épiscopal, connu dans les textes sous le nom de « domus ecclesiae », est décrit par Grégoire de Tours, puis Leidrade. Mais il est impossible de le situer avec les sources et les fouilles effectuées dans la zone n'ont pu apporter aucune conclusion à la question de savoir s'il était situé à cet endroit.
Le bâtiment actuel est né officiellement sous l'épiscopat de Humbert, qui fait bâtir un ensemble doté de deux tours, l'une au nord et l'autre au sud. Ces tours sont conservées malgré toutes les modifications ultérieures, même si la tour sud a été écrêtée ; la tour nord dépasse encore à l'heure actuelle.
L'archevêque Hugues de Die fait ajouter un atrium au palais et décorer sa chapelle. Son successeur Josserand complète les peintures de la chapelle et réalise une galerie supérieure en 1118. Une vingtaine d'années après, l'archevêque Pierre I rehausse l'ensemble d'un second étage et rénove les niveaux inférieurs. En 1200, Jean Belles-mains fait construire une cuisine,.
Lorsque Renaud de Forez fait construire le château de Pierre Scize, le palais Saint-Jean est délaissé pour plusieurs siècles,.

### Renaissance
Ce n'est qu'à la Renaissance, lorsque le château est définitivement réquisitionné par le roi de France que l'archevêque Charles de Bourbon décide de reprendre place dans la palais intra-muros,.
Il fait alors lourdement rénover l'édifice pour le mettre au goût du jour, même s'il ne reste que peu de temps sur Lyon. Les travaux sont réalisés autour de 1466. Les travaux les plus importants sont la réalisation d'un grand corps de bâtiment le long de la Saône, la construction d'un chapelle contre le chevet de la cathédrale et la couverture de la rue des Estrées par une terrasse. Plus mineur, il fait également réaliser une guérite sur la façade face à la rivière et une porte monumentale au nord-ouest, donnant sur la rue de l'archevêché,.

## Protection
Sont inscrites les façades, les couvertures et les boiseries du XVIIIe siècle du grand et des petits salons.

## Usage contemporain

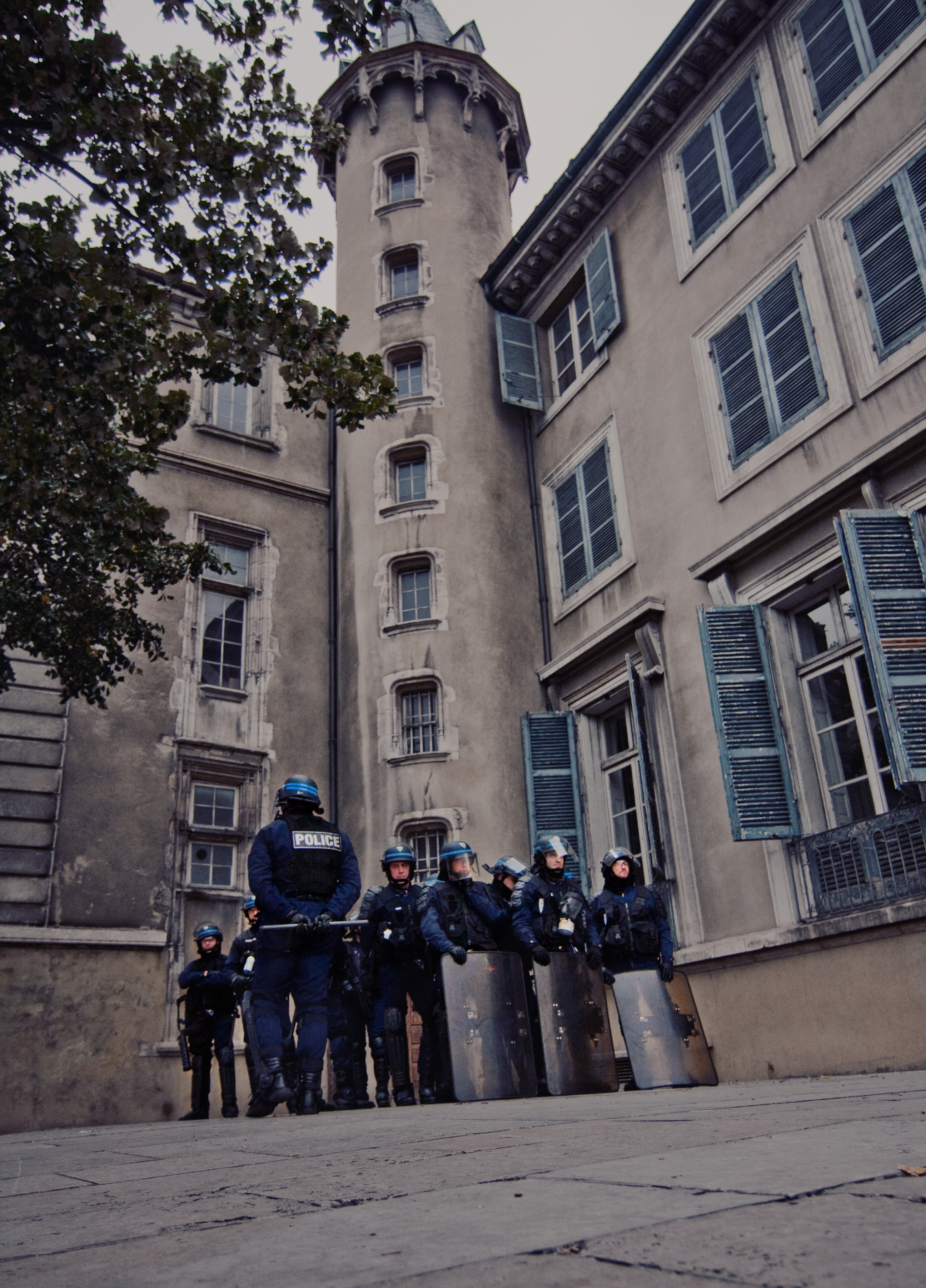
Le palais lors des protestations de la reforme des retraites en 2010

Le bâtiment accueille l'Académie des sciences, belles-lettres et arts de Lyon ainsi que la bibliothèque du 5e arrondissement de la Bibliothèque municipale de Lyon.